# Мичел Вајзер
Мичел Вајзер (рођен 21. априла 1994. године) немачки је фудбалер који тренутно наступа на позицији десног крила у берлинској Херти, стандардном члану немачке Бундеслиге.

## Каријера

### Келн
Професионалну каријеру је започео 2010. у Келну, за који је забележио само један наступ, 25. фебруара 2012. против Бајера из Леверкузена. До данас је најмлађи играч Келна у историји.

### Бајерн Минхен
За тим из Минхена потписује у лето 2012. за који је одиграо укупно 16 утакмица и постигао 1 гол. Такође је провео други део сезоне 2013/14 у екипи Кајзерслаутерна, за који је одиграо 13 утакмица и постигао 2 гола у 2. Бундеслиги.

### Интернационална каријера
Представљао је Немачку на свим млађим нивоима, закључно са У-21 тимом.

### Позиција
Једнако добро може да покрива све позиције на десној страни терена, укључујући десно крило, десног офанзивног бека и десног бека.

## Трофеји

### Бајерн Минхен
- Првенство Немачке (2) : 2013/14, 2014/15.
- Куп Немачке (1) : 2013/14.
- Суперкуп Немачке (1) : 2012.
- Телеком куп Немачке (2) : 2013, 2014.
- УЕФА суперкуп (1) : 2013.
- Светско клупско првенство (1) : 2013.